# Светла, светлости
Светла, светлости је пети студијски албум горњомилановачке рок-групе Бјесови. Албум се састоји од петнаест обрада, од којих су две доступне само у видео формату. Албум даје омаж и песмама попут "Земље" ЕКВ-а, "Неба" "Електричног оргазма" или песма "Немо" "Идола". Оно што је карактеристично за све обраде је да су Бјесови додали свој ауторски печат. Ово је први албум који су Бјесови издали за Nocturne media. 

## Списак песама на компакт диску
1. Сјај
2. Земља и црв
3. Немо
4. Светла, светлости
5. Небо
6. Устај, мајко земљо
7. Градот Е Нем
8. Тако млади
9. Пробуди се
10. Истина
11. Раскомадана Стрв
12. Одведи ме до реке
13. Rough Cut

- Уз ових 13 песама иду и два видео бонуса за песме "Аикидо" ("Браћа Лефт" обрада) и "Лутак искривљеног лица" ("Мајке" обрада).[2]

## Чланови групе
- Зоран Маринковић - Маринко: глас